# Issoria nupta
Issoria nupta är en fjärilsart som beskrevs av Otto Staudinger 1889. Issoria nupta ingår i släktet Issoria och familjen praktfjärilar. Inga underarter finns listade i Catalogue of Life.